# Ramaria piedmontiana
Ramaria piedmontiana är en svampart som beskrevs av R.H. Petersen 1982. Ramaria piedmontiana ingår i släktet Ramaria och familjen Gomphaceae.   Inga underarter finns listade i Catalogue of Life.